# Lac Hazar
 (août 2015).
Si vous disposez d'ouvrages ou d'articles de référence ou si vous connaissez des sites web de qualité traitant du thème abordé ici, merci de compléter l'article en donnant les références utiles à sa vérifiabilité et en les liant à la section « Notes et références ».
Le Lac Hazar (en turc : Hazar Gölü et en arménien : Ծովք Լիճ) est un lac tectonique situé dans la province d'Elazığ à l'Est de la Turquie, dans les monts Taurus.

## Présentation
Il mesure 22 km de long et 6 km de large. Sa profondeur maximale est de 213 mètres, alors que son altitude est de 534 m.